# Lucas Déaux
Lucas Déaux (Reims, 26 dicembre 1988) è un ex calciatore francese, di ruolo centrocampista.

## Carriera
Ha esordito in Ligue 1 nella stagione 2013-2014 con la maglia del Nantes.